# École polytechnique
L'École polytechnique, frequentemente chiamata Polytechnique e soprannominata l'"X", è una università di ingegneria francese modello delle università politecniche italiane, fondata nel 1794 sotto il nome di "École centrale des travaux publics" (Scuola Centrale dei Lavori Pubblici) e militarizzata nel 1804 da Napoleone I. Originariamente situata a Parigi, la scuola è a Palaiseau dal 1976, nel cuore del polo tecnologico di Paris-Saclay. Essa ha lo status di scuola pubblica scientifica, culturale e professionale (EPSCP-GE). École Polytechnique è una grande accademia militare sotto il Ministero della Difesa ed è un membro fondatore dell'Università Parigi-Saclay. È nota principalmente per la sua formazione ingegneristica, i cui studenti ed ex studenti sono chiamati polytechniciens.
La Scuola offre sin dal suo inizio la formazione di ingegneri, reclutati ogni anno da un concorso di ammissione tra i più antichi e più difficili di quelli che preparano gli studenti di classi preparatorie, ma anche attraverso le ammissioni e parallele universitarie. L'università inoltre assegna il titolo di Dottore École Polytechnique sin dal 1985 e presenta delle formazioni magistrali e master dal 2005. La maggior parte degli studenti trovano posizioni in aziende pubbliche e private, in Francia e all'estero. Gli studenti sono integrati anche in grandi organismi statali, civili o militari, o dedicati nella ricerca.
Godendo di grande prestigio nel settore dell'istruzione superiore in Francia, l'École Polytechnique è spesso associata con selettività, eccellenza accademica. Tra i suoi simboli rientra il cappello bicorne.

## Storia

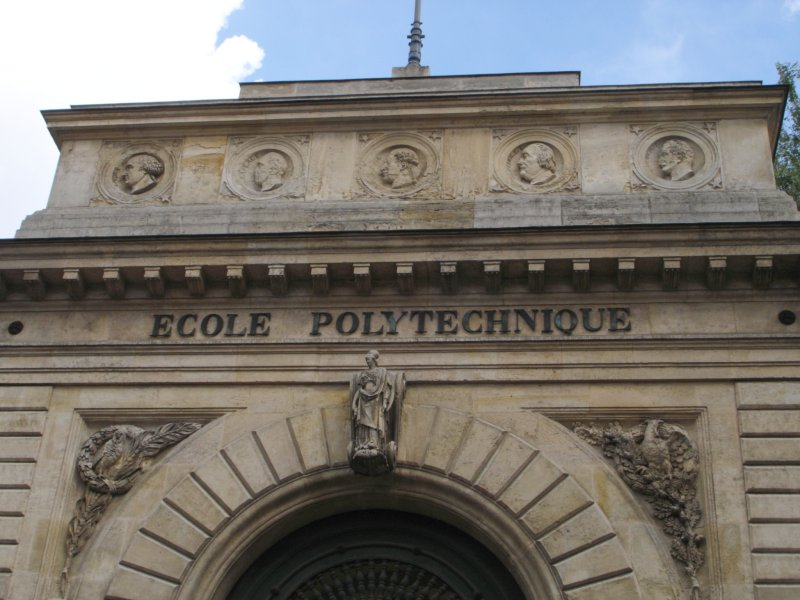
École Polytechnique de Paris.

La storia dell'École Polytechnique data più di 200 anni, agli anni della Rivoluzione Francese. Nel 1794, l'École centrale des travaux publics fu fondata da Lazare Carnot e Gaspard Monge al tempo della Convenzione Nazionale (20 settembre 1792 - 26 ottobre 1795).
L'anno successivo, con la legge del 1º settembre 1795, fu rinominata École Polytechnique. Nel 1804, Napoleone Bonaparte stabilì l'École in Sainte-Geneviève, nel Quartiere Latino, nel centro di Parigi e le diede uno statuto militare con il motto Pour la Patrie, les Sciences et la Gloire (Per la Patria, le Scienze e la Gloria). Il 13 aprile 1816, l'École fu chiusa da Luigi XVIII e fu riaperta il 17 gennaio 1817 con il nome di École royale polytechnique (Scuola reale politecnica). Gli allievi presero parte alla Rivoluzione Francese del 1848.
La Scuola Politecnica fu concepita durante il positivismo come l'equivalente dell'École nationale d'administration per i ruoli tecnici della pubblica amministrazione, al fine di fornire allo Stato francese del XIX secolo una élite dirigente formata al proprio interno.
Nel 1970 la Scuola ricevette uno statuto civile che la affiliava direttamente al Ministero della Difesa, alla dipendenze della direzione Generale degli Armamenti, che è responsabile della gestione, sviluppo e acquisto di sistemi d'arma per le Forze Armate francesi. Pur non essendo qualificata come un'Accademia militare, gli studenti erano allievi ufficiali sotto statuto militare, e pertanto dovevano essere di nazionalità francese. Per l'ammissione al primo anno, gli allievi dovevano trascorrere in una località del territorio nazionale un periodo di otto mesi alle dipendenze delle Forze Armate o di organizzazioni non governative autorizzate, svolgendo attività di servizio comunitario e frequentando corsi motivazionali e di leadership, seguiti da alcuni mesi di formazione scientifica di base gestiti dall'ateneo. La Scuola era diretta da un Generale in servizio e occupava militari in ruoli esecutivi, amministrativi e nell'addestramento sportivo.
Nel 1972, per la prima volta, furono ammesse sette donne, tra cui Anne Chopinet. Nel 1976 l'École Polytechnique fu trasferita a Palaiseau (a 25 km da Parigi), dove fu creato un campus di 186 ettari dove lavoravano 3.200 persone. Simultaneamente l'École Polytechnique ricevette due promozioni successive di 500 allievi, 100 dei quali erano stranieri. Gli studenti francesi venivano reclutati mediante un concorso svolto dopo aver frequentato dei corsi di preparazione per l'ammissione alle principali scuole oppure mediante un concorso riservato ad allievi che avevano conseguito la laurea di primo livello presso un'altra scuola. Gli allievi internazionali venivano reclutati allo stesso modo di quelli francesi.
Al giorno d'oggi l'École Polytechnique offre il programma tradizionale di stampo militare su 4 anni attraverso ingresso su concorso e dei percorsi internazionali di laurea triennale (Bachelor) e specialistica (Master) su 3 e 2 anni rispettivamente. Per i programmi internazionali, gli studenti sono selezionati sulla base di un percorso d'eccellenza a livello formativo, competenze e motivazionale. A partire dagli anni 2000 circa il 10% dei suoi studenti divengono, dopo la laurea, quadri ingegneristici e periti civili in forza nella pubblica amministrazione francese, ovvero ufficiali della Marina, dell’Esercito e dell’Aviazione nazionali.

## Campus
Dal 1976 l'École si trova a Palaiseau, dove occupa un campus di 160 ettari con una superficie abitabile di 194 238 mq abitato da 4600 persone. Questo campus costituisce l'area di Palaiseau nel cluster tecnologico Paris-Saclay, assieme all'Institut d'optique Graduate School, l'ENSTA, ENSAE ParisTech, del Consiglio Nazionale di studi e ricerche aerospaziali, di Télécom ParisTech e AgroParisTech.
Gli edifici del campus includono una cinquantina di aule e laboratori; sedici sale (la più grande è l'anfiteatro Poincaré con una capacità di 780 posti); cinque laboratori linguistici; venti laboratori di ricerca; una libreria di cui collezioni comprendente circa 300.000 volumi; un centro multimediale; laboratori di design, pittura, modellazione, incisione, fotografia, architettura; undici sale riunioni, nonché alloggi per studenti e dirigenti, un albergo, un servizio ristorazione e una caffetteria. Il campus dispone anche di un centro medico, un ufficio postale, tre banche che operano alternativamente e un parrucchiere. I servizi religiosi sono costruiti attorno a una cappella, con quattro cappellani: cattolici, ebrei, protestanti e musulmani.
Gli studenti hanno anche accesso a molte strutture sportive, sia al chiuso (sala pesi, armeria, palestre, piscine, campi da pallavolo, basket, tennis e pallamano, palestra di roccia; dojo, sala da ballo, tiro a segno; boathouse, stalle e scuola di equitazione) ed esterni (centro equestre, beach volley, calcio, rugby, pallamano, pallavolo e tennis, piste di atletica, aree e lancio, muro di arrampicata, campo da golf e il lago semi-artificiale).
Il collegamento con Parigi è assicurato sfruttando diversi mezzi di trasporto tra cui l'RER B (fermate Massy - Palaiseau e Lozère) e bus per raggiungere la città di Palaiseau, Parigi e l'aeroporto di Orly. Il campus ha anche un proprio servizio di car-sharing.
È in costruzione una linea del Grand Paris Express, una cui stazione si troverà nel campus dell'École Polytechnique e collegherà la scuola a Nanterre e all'aeroporto Paris-Orly, riducendo il tempo per raggiungere il centro di Parigi a circa trenta minuti.

## Formazione
L'École Polytechnique offre agli studenti francesi e internazionali molteplici programmi di formazione: 
- Ciclo d'ingénieur polytechnicien: creato da più di duecento anni, è passato da tre a quattro anni nel 2000. I primi due anni sono dedicati alla formazione scientifica multidisciplinare combinata con l'educazione nelle scienze umane e sociali, mentre i due anni conclusivi sono dedicati a una formazione completa e specializzante e sono comuni con il ciclo master. Dopo i primi tre anni lo studente raggiungerà il titolo di ingegnere laureato presso l'École Polytechnique, in vigore dal 1937. Questo ciclo consente il conseguimento del diploma dell'École Polytechnique dal 2000;
- Laurea di primo livello, programma triennale post-diploma di maturità in lingua inglese dal 2017 che si rivolge a studenti francesi e internazionali. L'ingresso avviene solo dopo il liceo, sulla base di un dossier e di un colloquio orale. Il primo anno è caratterizzato da una formazione multidisciplinare basata sulla matematica e offre tre doppie specializzazioni nel secondo e terzo anno (scienze matematico-fisiche, scienze matematico-economiche, scienze matematico-informatiche);
- Laurea magistrale: programma selettivo di livello master in due anni (in vigore dal 2016, corrispondente al quadro europeo LMD). La laurea specialistica interamente in lingua inglese, si concentra sui punti di forza e le risorse della formazione Polytechnique: la vicinanza alle imprese, la risposta alle esigenze del settore, formazione multidisciplinare nelle scienze dure e ingegneria, formazione sostenuta dalla ricerca e combinata con studi in modalità progetto. Il programma comprende l'apprendimento di una lingua straniera e l'integrazione degli studenti in varie discipline sportive;
- Dottorato di ricerca, periodo di formazione alla ricerca di tre anni dopo il Master sulla base dei venti laboratori del centro di ricerca, che si apre nel 1985;
- L'École Polytechnique fornisce un programma di dottorato integrato, in 5 anni, che conduce al diploma di dottore. L'obiettivo di questo programma è quello di fornire una formazione di ricerca per gli studenti che desiderano intraprendere una carriera internazionale nelle istituzioni accademiche e aziende leader. I primi due anni del programma, che corrispondono ad un Master, sono stati progettati per consentire agli studenti di appropriarsi gli strumenti necessari per realizzare un ambizioso progetto di ricerca. I seguenti tre anni sono completamente dedicati al progetto di ricerca che porta al dottorato di ricerca presso l'Università Parigi-Saclay.

Inoltre, l'École Polytechnique offre agli studenti internazionali due programmi di scambio:
- il programma di scambio internazionale (IEP), seguito da una parte del ciclo di ingegneria di insegnamento e di stage di ricerca per un periodo minimo di tre mesi;
- il programma di stage per gli studenti internazionali (IPSP), laboratorio di ricerca periodo di formazione di 3 a 6 mesi offerti agli studenti delle università partner.

## Cultura generale della Scuola
L'École polytechnique fornisce ai suoi allievi una preparazione scientifica e tecnica che fa parte di una lunga tradizione. I corsi d'insegnamento di cultura più generale entrarono solo dopo qualche decennio dalla fondazione a fare parte dei piani di studi.
Gli alunni frequentavano anche corsi di indirizzo umanistico quali storia, musica, architettura, disegno e scultura.
Anche l'attività sportiva era ritenuta importante, infatti era possibile praticare differenti sport tra i quali calcio, pallavolo, rugby, basket, equitazione, atletica, judo, scherma.

## Tradizioni

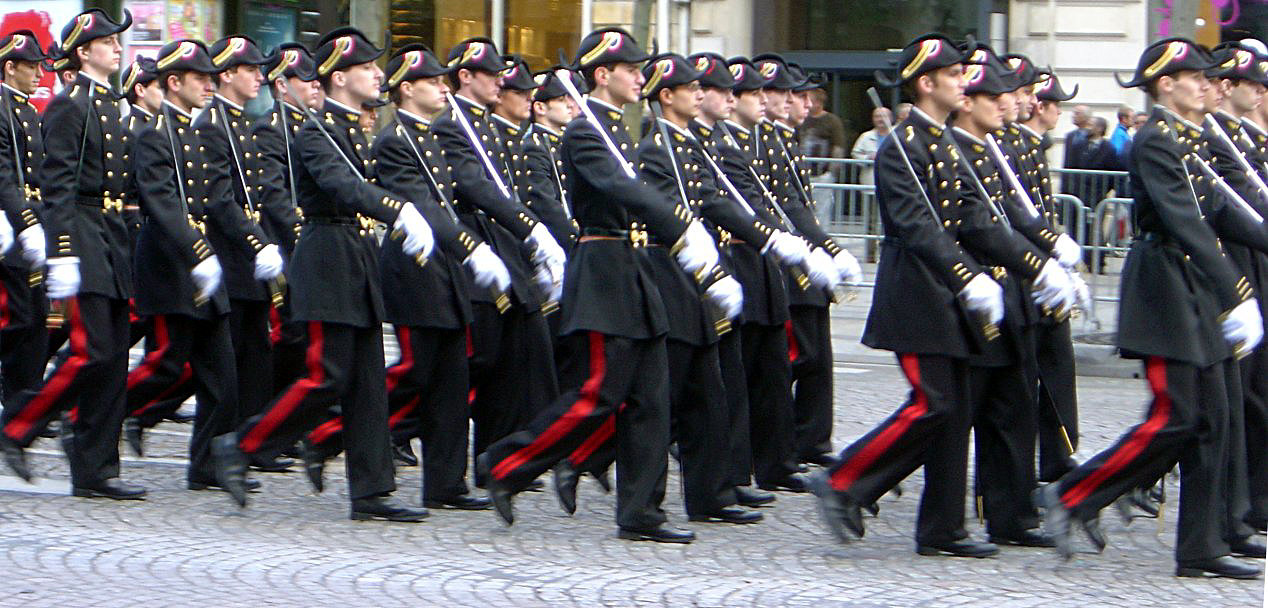
Allievi durante una cerimonia in uniforme

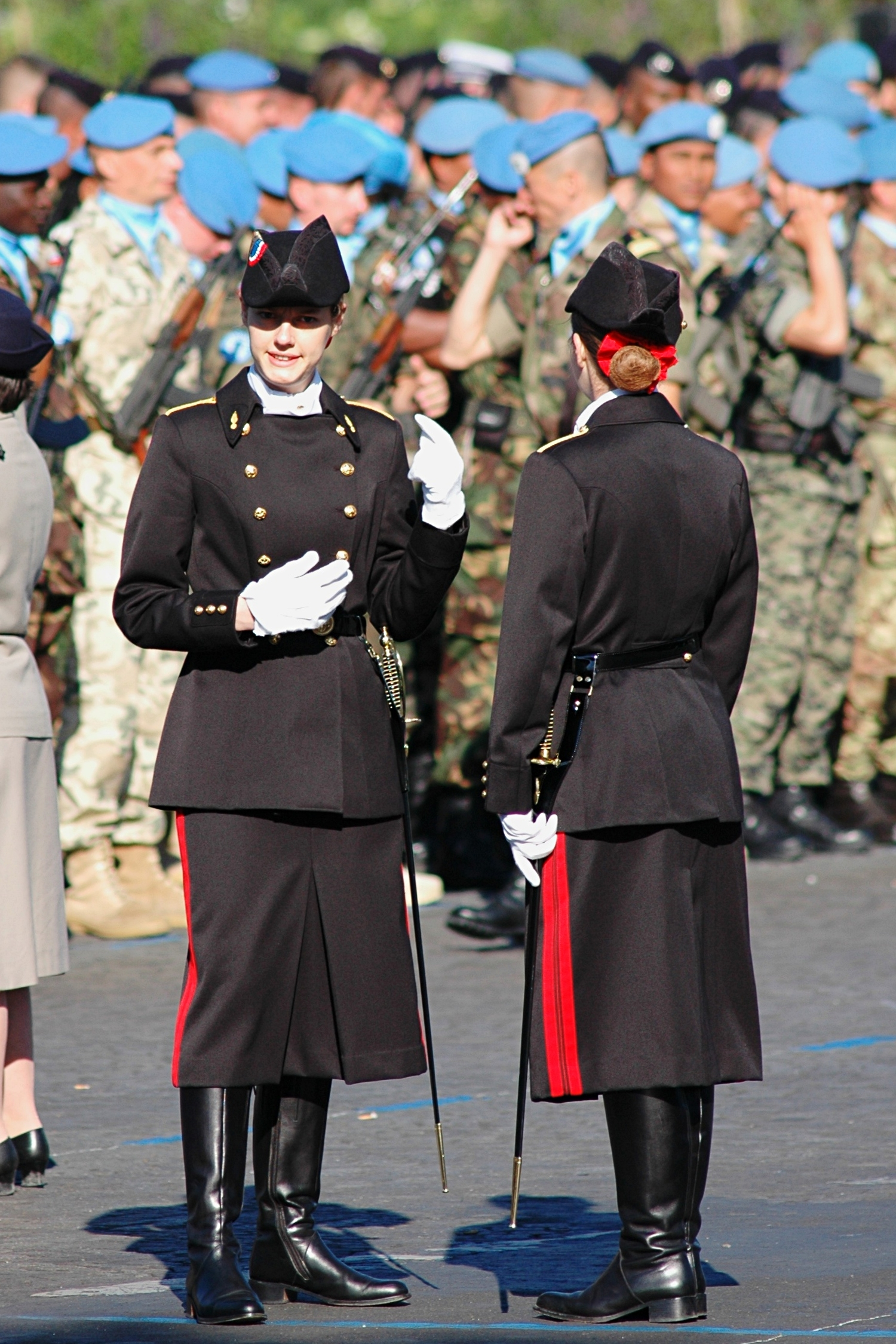
Cadette dell'École polytechnique in alta uniforme, prima della sfilata del 14 luglio 2008 agli Champs-Élysées

Il simbolo della scuola "X" rappresenta due cannoni incrociati. Il motto "Per la Patria, la Scienza e la Gloria" sottolinea l'attaccamento della Scuola nei confronti del servizio allo Stato e a una preparazione scientifica di alto livello. Gli allievi prestano servizio militare durante il periodo scolastico e per questo ricevono un compenso. Ricevono fin dall'inizio una formazione simile a quella degli ufficiali militari e prestano un servizio militare o civile durante il primo anno dei loro studi.
Tutti gli allievi possiedono l'uniforme della Scuola chiamata Grande Uniforme (alta uniforme) che indossano durante le cerimonie militari ed altre manifestazioni quali il "ballo della Scuola", ma non durante i corsi scolastici.
Una delegazione di allievi dell'École polytechnique sfila il 14 luglio, festa nazionale francese, in testa all'Armata francese sugli Champs-Élysées.